# Albarelo

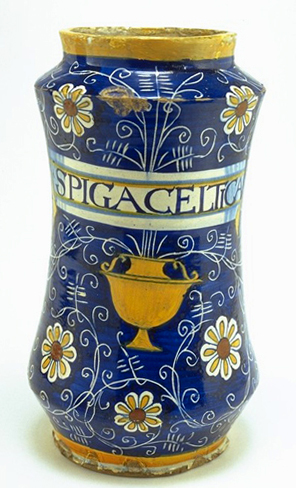
Albarelo de Montelupo, Italia. Mediados del. Museo Internacional de Cerámica de Faenza.

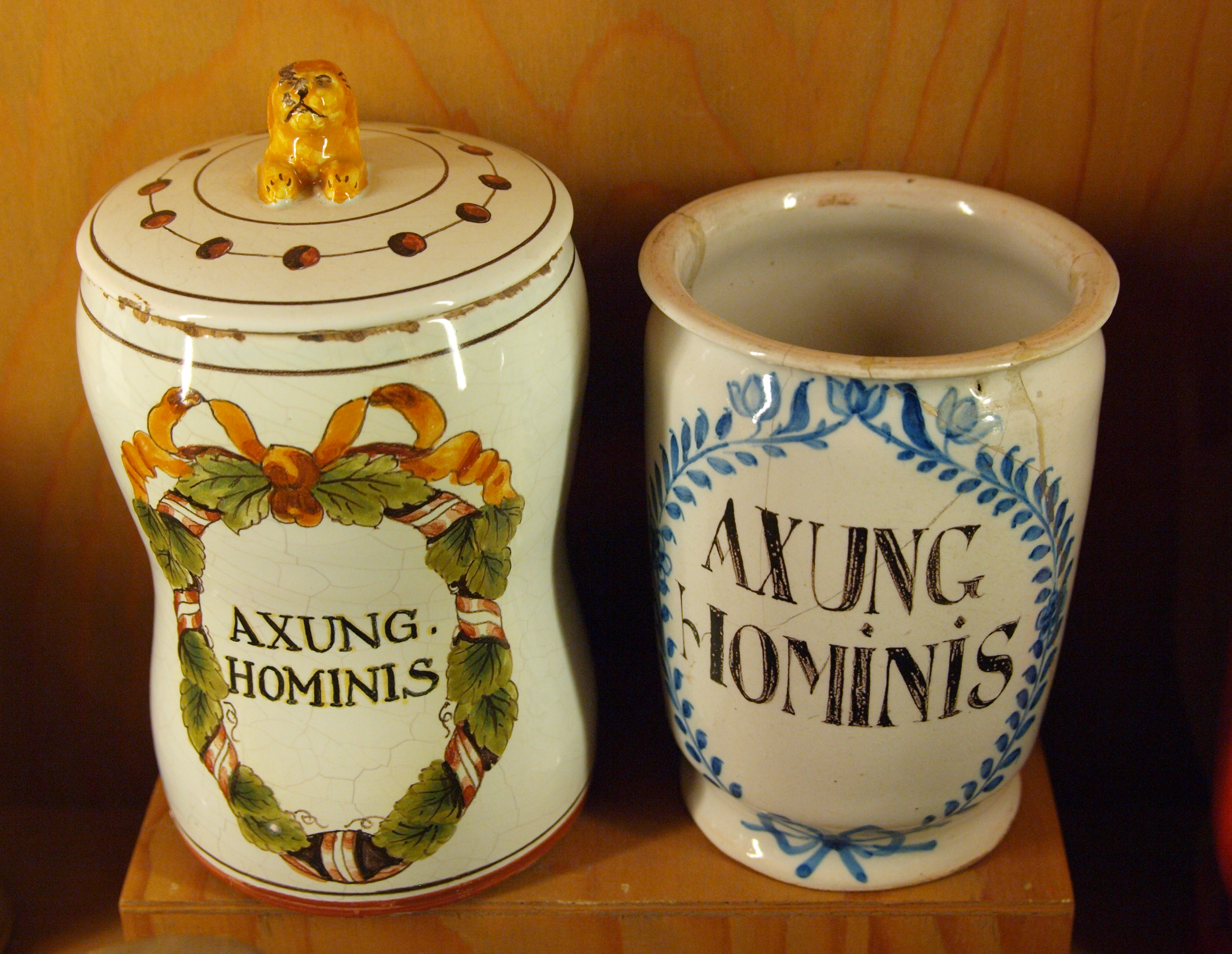
Albarelos con las inscripciones Axung(ia) Hominis (Grasa humana). Siglos XVII o XVIII. Museo Alemán de la Farmacia de Heidelberg.

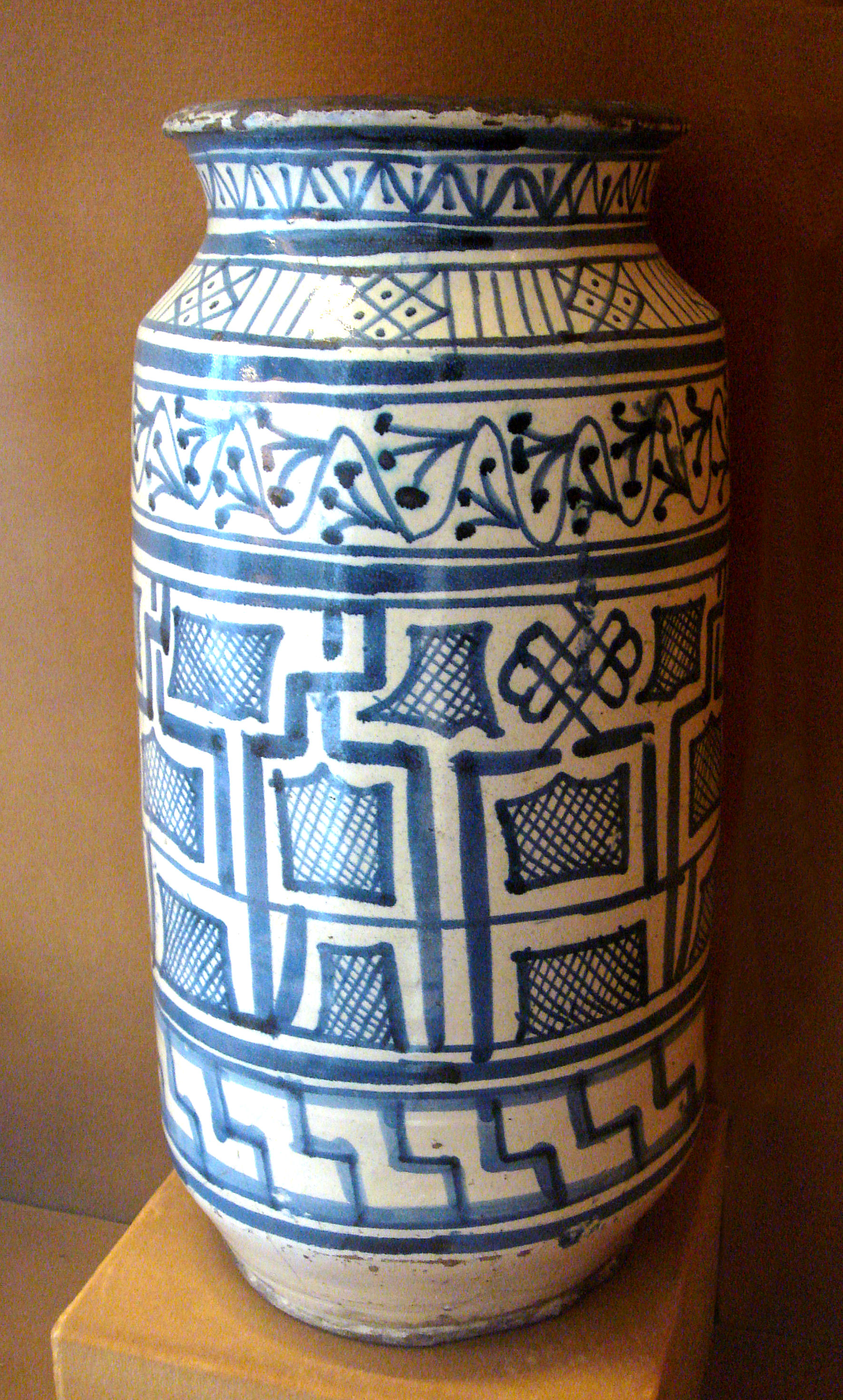
Albarelo de fayenza con dibujos derivados de la escritura cúfica. Toscana. Segunda mitad del. Museo de Sèvres.

Un albarelo es un recipiente de cerámica de forma cilíndrica, que usaban los boticarios para almacenar drogas y preparaciones sólidas o viscosas, pero casi nunca líquidas. Dispone de una boca ancha que permite introducir la mano y de una base plana que facilita su almacenamiento en estanterías. Con frecuencia, el cilindro se encuentra entallado en su parte central con el objeto de facilitar su agarre y en ocasiones está provisto de asas. Los primeros albarelos se tapaban con un papel o pergamino fijado en la boca del recipiente con un cordel y solo con posterioridad se diseñaron las primeras tapas de cerámica, que no se hicieron frecuentes hasta mediados de la Edad Moderna.

## Historia
El albarelo es originario del Oriente Próximo, probablemente de Persia, de donde se conservan algunos ejemplares que datan del siglo XII. Desde Siria y Egipto llega a Europa a través de los territorios bajo influencia musulmana como al-Ándalus y Sicilia. En el siglo XV se desarrolla una importante producción de estilo mudéjar en los obradores de Manises, Paterna, Teruel o Talavera de la Reina. La influencia hispano-morisca se manifiesta en los colores utilizados en la ornamentación de los primeros albarelos italianos en el siglo XV, frecuentemente decorados en color azul sobre fondo blanco. Antes de terminar el siglo XV los talleres de Faenza y Urbino desarrollan una importante producción que se prolongará durante el siglo siguiente.
En esta primera etapa, las figuras geométricas son corrientes, al igual que los motivos derivados de la caligrafía cúfica. También son habituales las decoraciones florales o de hojas de roble que se combinan con volutas y escudos heráldicos propios de la orden religiosa o de la familia propietaria de la farmacia. Las etiquetas con abreviaturas de la materia contenida en el albarelo se van haciendo más frecuentes con el paso de los siglos y los primeros dibujos esquemáticos ceden paso a elementos figurativos policromados más elaborados a lo largo del siglo XVI, apareciendo animales, retratos, escena históricas, alegorías y otros temas.
Los albarelos solían realizarse en cerámica mayólica esmaltada con plomo y estaño hasta conseguir recipientes de color blanco sobre los que luego se pintaba, en un principio con tonos azules o verdes, obtenidos normalmente a partir de minerales de cobalto y cobre respectivamente.
A partir del siglo XVII el uso del albarelo se generaliza y, en consecuencia, la calidad disminuye. Las decoraciones son menos profusas, primando un sentido práctico que llega a su culmen en el siglo XVIII. Con posterioridad su uso comienza a decaer, siendo sustituido por otros recipientes, hasta que en el siglo XX los albarelos se convierten en piezas de coleccionismo.